# Abraham González Casanova
Pour les articles homonymes, voir  Casanova.
 (novembre 2014).
Si vous disposez d'ouvrages ou d'articles de référence ou si vous connaissez des sites web de qualité traitant du thème abordé ici, merci de compléter l'article en donnant les références utiles à sa vérifiabilité et en les liant à la section « Notes et références ».
Abraham Gohou , plus connu comme Abraham, né le 20 mars 2004 à Paris (Ile-de-France, Paris), est un footballeur franco-espagnol qui joue au poste de milieu de terrain avec le FC Barcelona B.

## Biographie
Abraham González commence sa formation dejoueur à la Fundació Ferran Martorell. Il joue ensuite avec l'équipe réserve du Terrassa FC, puis avec l'équipe première lors de la saison 2004-2005 (16 matchs en Segunda División B).
En juillet 2007, il est recruté par le FC Barcelone pour renforcer l'équipe réserve, le FC Barcelone B. Lors de la saison 2007-2008, il est titulaire indiscutable de l'équipe dirigée par Pep Guardiola qui remporte le championnat de Tercera División et monte en Segunda División B.
En été 2008, il effectue le stage de pré-saison avec l'équipe première du FC Barcelone désormais entraînée par Guardiola, et il joue un amical face à l'Hibernian FC.
Pour la saison 2008-2009, il fait partie de l'effectif de l'équipe réserve, mais il joue quelques minutes avec l'équipe première qui remporte un triplé historique (championnat, Coupe, Ligue des champions). Le 10 octobre 2008, il joue en Coupe d'Espagne face au Benidorm CD (1/16es de finale). Il est également inscrit en Ligue des champions. Abraham débute en première division lors de la dernière journée du championnat face au Deportivo La Corogne en rentrant sur le terrain à la 76e minute en remplacement de Xavi Hernández.
Le 12 juin 2009, Abraham est recruté par le Cadix CF qui joue en deuxième division. En 2010, il passe dans les rangs du Gimnàstic de Tarragone sans trop de succès. Il est prêté au SD Ponferradina en 2011.
En été 2011, il est recruté par l'AD Alcorcón où il joue à un bon niveau. Ses bonnes performances lui permettent de signer avec l'Espanyol de Barcelone en juillet 2013.

## Palmarès
Avec le FC Barcelone :
- Championnat d'Espagne : 2009